# Acronicta
Acronicta is een geslacht van nachtvlinders uit de familie Noctuidae (uilen). In tegenstelling tot de meeste andere uilen, zijn de rupsen van soorten uit dit geslacht behaard.
Uit Nederland en België zijn de volgende soorten bekend:
- Acronicta aceris (Linnaeus, 1758) - Bont schaapje
- Acronicta alni (Linnaeus, 1767) - Elzenuil
- Acronicta auricoma (Denis & Schiffermüller, 1775) - Goudhaaruil
- Acronicta cuspis (Hübner, 1813) - Grote drietand
- Acronicta euphorbiae (Denis & Schiffermüller, 1775) - Wolfsmelkuil
- Acronicta leporina (Linnaeus, 1758) - Schaapje
- Acronicta menyanthidis (Esper, 1789) - Veenheide-uil
- Acronicta psi (Linnaeus, 1758) - Psi-uil
- Acronicta rumicis (Linnaeus, 1758) - Zuringuil
- Acronicta strigosa (Denis & Schiffermüller, 1775) - Moerasbos-uil
- Acronicta tridens (Denis & Schiffermüller, 1775) - Drietand

De imagines van de vlinders uit dit geslacht zijn soms lastig van elkaar te onderscheiden. De drietand en psi-uil, beide vrij algemeen in Nederland en België, zijn eigenlijk alleen zeker te determineren door microscopisch onderzoek aan de genitaliën. Ook de zeldzame grote drietand lijkt veel op deze twee soorten, en is moeilijk van deze soorten te onderscheiden. Ook de niet zo gewone goudhaaruil en zeldzame veenheide-uil worden gemakkelijk met elkaar verward.
Soorten die in Europa voorkomen, maar alleen buiten Nederland en België:
- Acronicta cinerea (Hufnagel, 1766)
- Acronicta orientalis (Mann, 1862)

Overige soorten:
- A. acla Benjamin, 1933.
- A. adaucta Warren, 1910
- A. afflicta Grote, 1864.
- A. agnata Draudt, 1937
- A. albarufa Grote, 1874.
- A. albiorbis Hampson, 1909
- A. albistigma Hampson, 1909
- A. americana Harris, 1841.
- A. anceps Turner, 1944
- A. angustimacula Kozhanchikov, 1950
- A. ardjuna Roepke, 1941
- A. arioch (Grote, 1881)	.
- A. atristrigata Smith, 1900.
- A. barnesii Smith, 1897.
- A. beameri Todd, 1958.
- A. bellula Alphéraky, 1895
- A. betulae Riley, 1884.
- A. bicolor Moore, 1881
- A. brumosa Guenée, 1852.
- A. caesarea Smith, 1905.
- A. carbonaria Graeser, 1889
- A. catocaloida Graeser, 1888
- A. cavillatrix Draudt, 1937
- A. centralis Erschoff, 1874
- A. cinarescens Kozhanchikov, 1950
- A. clarescens Guenée, 1852.
- A. concerpta Draudt, 1937
- A. connecta Grote, 1873.
- A. crenulata Bethune-Baker, 1906
- A. cubitata Warren, 1914
- A. chingana Draudt, 1931
- A. dactylina Grote, 1874.
- A. digna Butler, 1881
- A. distans Grote, 1879.
- A. edolata Grote, 1881.
- A. edolatina Draudt, 1937
- A. elegans Lucas, 1954
- A. exempta Dyar, 1922.
- A. exilis grot, 1874.
- A. expergita Draudt, 1937
- A. extricata Grote, 1882.
- A. falcula Grote, 1877.
- A. farona Schaus, 1904
- A. formosana Matsumura, 1929
- A. fragilis Guenée, 1852.
- A. fumeola Dyar, 1918
- A. funeralis Grote & Robinson, 1866.
- A. furcifera Guenée, 1852.
- A. gasta Strecker, 1889
- A. gastridia Swinhoe, 1895
- A. geminata Draudt, 1950
- A. grisea Walker, 1856.
- A. haesitata Grote, 1882.
- A. hamamelis (Guenée, 1852).
- A. hasta Guenée, 1852.
- A. hastulifera Smith & Abbot, 1797.
- A. heitzmani Covell & Metzer, 1992
- A. hemileuca Püngeler, 1899
- A. hercules Felder, 1874
- A. hesperida Smith, 1897.
- A. impleta Walker, 1856.
- A. impressa Walker, 1856.
- A. inclara Smith, 1900.
- A. increta Morrison, 1974.
- A. indica Moore, 1867
- A. innotata Guenée, 1852.
- A. insita Walker, 1856.
- A. insitiva Draudt, 1937
- A. intermedia Warren, 1910
- A. interrupta Guenée, 1852.
- A. iria Swinhoe, 1899
- A. isocuspis Sugi, 1968
- A. javanica Roepke, 1956
- A. johanna Schawerda, 1940
- A. jozana Matsumura, 1926
- A. laetifica Smith, 1897.
- A. lanceolaria (Grote, 1875).
- A. lepetita (Smith, 1908).
- A. lepusculina Guenée, 1852.
- A. leucocuspis Butler, 1878
- A. lilacina Hampson, 1914
- A. lithospila Grote, 1874.
- A. lobeliae Guenée, 1852.
- A. longa Guenée, 1852.
- A. longatella Draudt, 1937
- A. lutea Bremer & Grey, 1852
- A. luteola Hampson, 1918
- A. major Bremer, 1864
- A. mansueta Smith, 1897.
- A. marmorata Smith, 1897.
- A. maxima Moore, 1881
- A. metaxantha Hampson, 1909
- A. modica Walker, 1856.
- A. morula Grote & Robinson, 1868.
- A. nigralbata Warren, 1914
- A. nigricans Leech, 1900
- A. nigrivitta Hampson, 1891
- A. nigromaculata Warren, 1912
- A. niveogrisea Krüger, 2001
- A. niveosparsa Matsumura, 1926
- A. noctivaga Grote, 1864.
- A. novella Draudt, 1937
- A. nubilata Hampson, 1894
- A. oblinita (J.E.Smith, 1797).
- A. obsuta Draudt, 1933
- A. omihsiensis Draeseke, 1928
- A. omorii Matsumura, 1926
- A. othello Smith, 1908.
- A. ovata Grote, 1873.
- A. pachycephala Guenée, 1852
- A. parallela Grote, 1879.
- A. pasiphae Draudt, 1936
- A. paupercula Grote, 1874.
- A. perdita Grote, 1874.
- A. pfizenmayeri Herz, 1903
- A. phaeocosma Turner, 1920
- A. pruinosa Guenée, 1852
- A. pruni Harris, 1869.
- A. pudorata Morrison, 1876
- A. pulverosa Hampson, 1909
- A. quadrata Grote, 1874.
- A. radcliffei Harvey, 1875.
- A. radiata Warren, 1910
- A. raphael Oberthür, 1884
- A. rapidan Dyar, 1912.
- A. regifica Draudt, 1937
- A. renirufa Draudt, 1937
- A. retardata Walker, 1861.
- A. revellata Smith, 1897
- A. rubiginosa Walker, 1862
- A. rubricoma Guenée, 1852.
- A. saadi Brandt, 1938
- A. sagittata McDunnough, 1940.
- A. silvicola Krüger, 2001
- A. sperata Grote, 1873.
- A. spinigera Guenée, 1852.
- A. strigulata Smith, 1897.
- A. subochrea Grote, 1874.
- A. subornata Leech, 1889
- A. subpurpurea Matsumura, 1926
- A. succedens Draudt, 1937
- A. superans Guenée, 1852.
- A. taurica Staudinger, 1901
- A. tegminalis Sugi, 1979
- A. terrigena Graeser, 1892
- A. theodora Schaus, 1894.
- A. thoracica Grote, 1879.
- A. tiena Püngeler, 1906
- A. tota Grote, 1878.
- A. transvalica Hampson, 1911
- A. tristis Smith, 1911.
- A. tritona Hübner, 1818.
- A. valliscola Blanchard, 1968.
- A. velia Schaus, 1894
- A. vinnula Grote, 1864.
- A. vumbae Krüger, 2001
- A. yangtseana Draudt, 1950
- A. ybasis Dyar, 1918

## Foto's

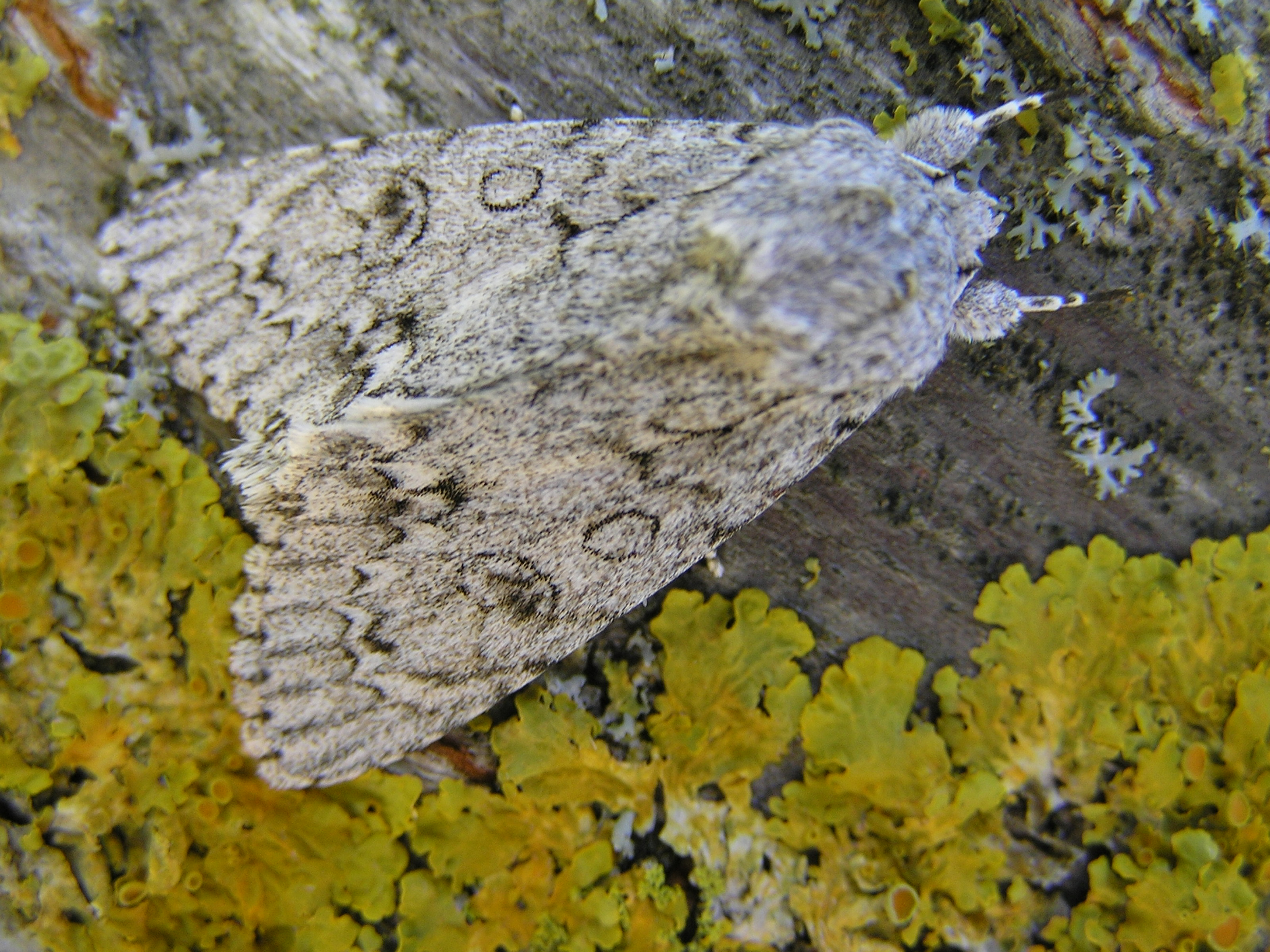
Acronicta aceris Bont schaapje
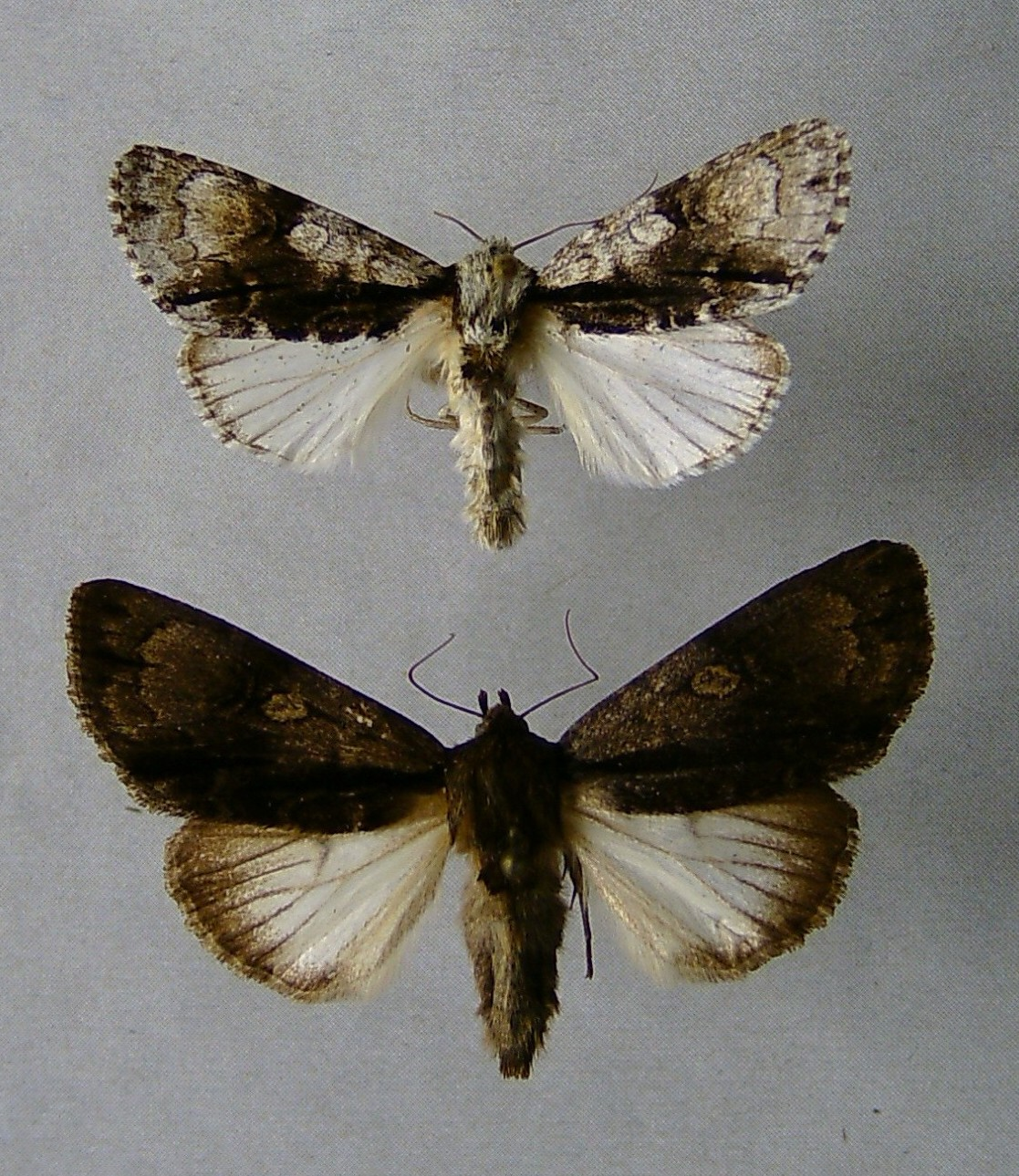
Acronicta alni Elzenuil
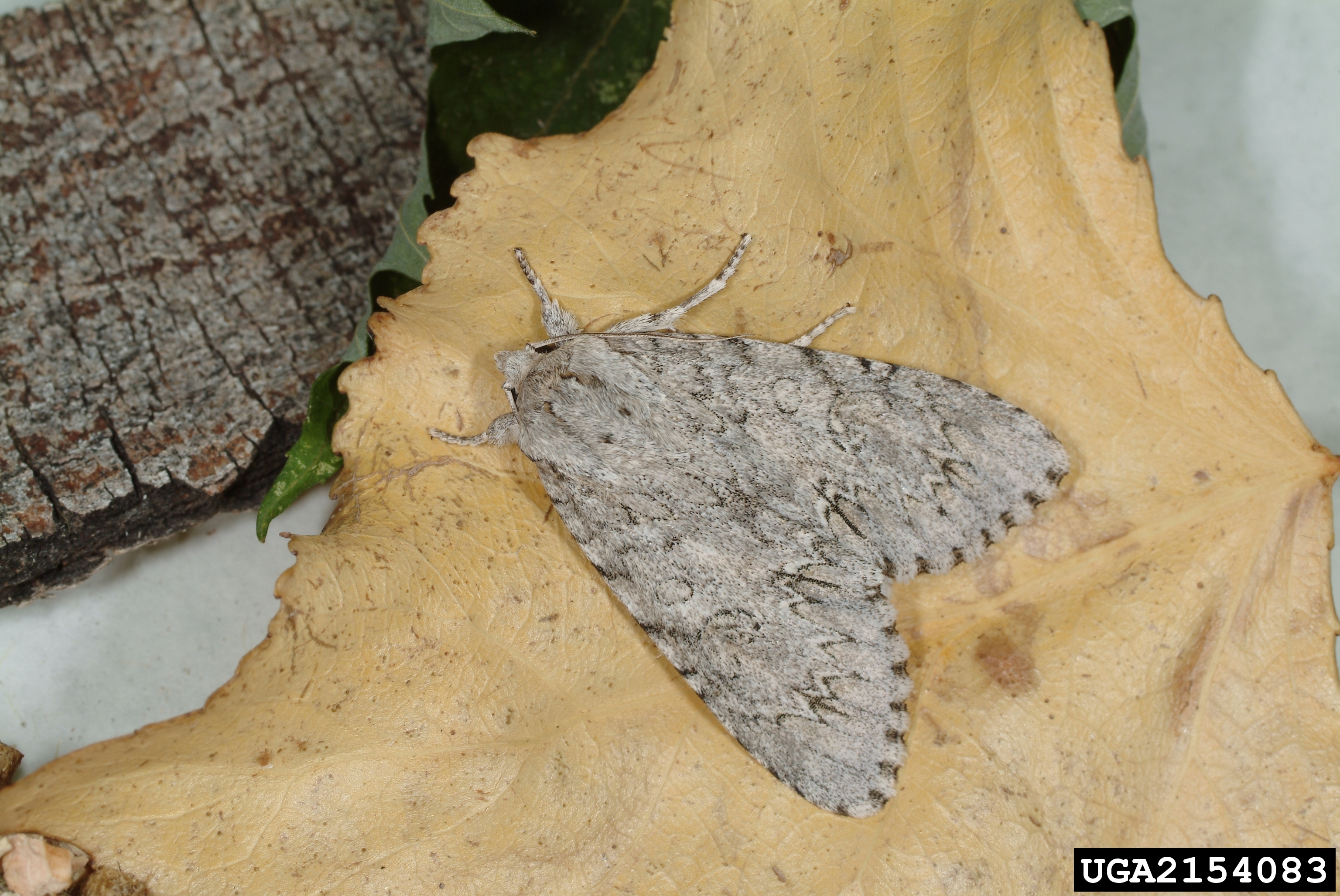
Acronicta americana
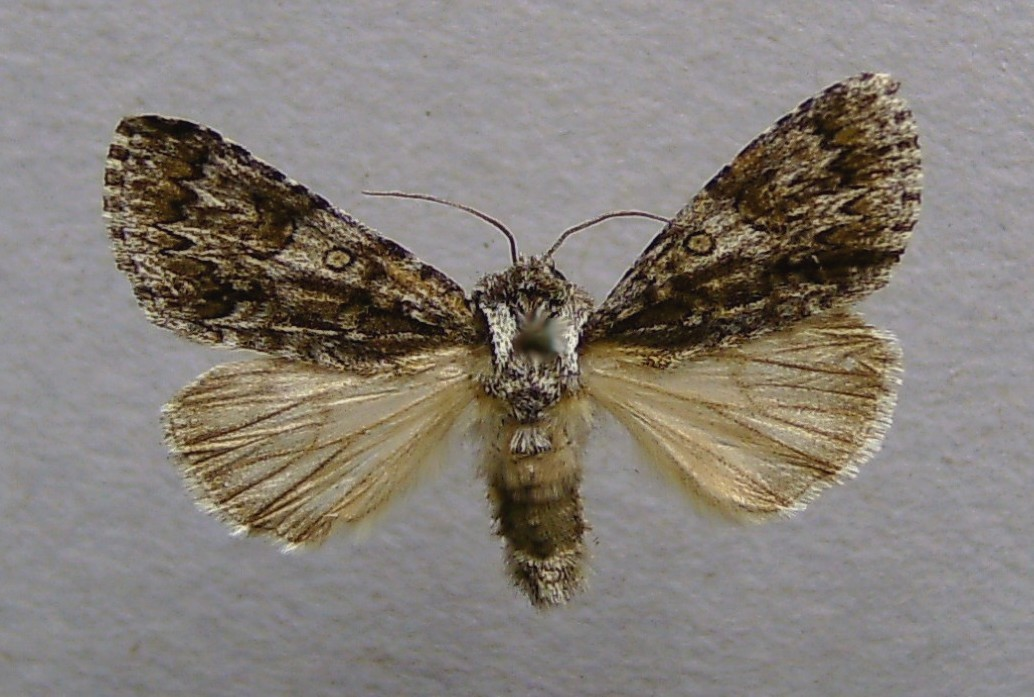
Acronicta auricoma Goudhaaruil
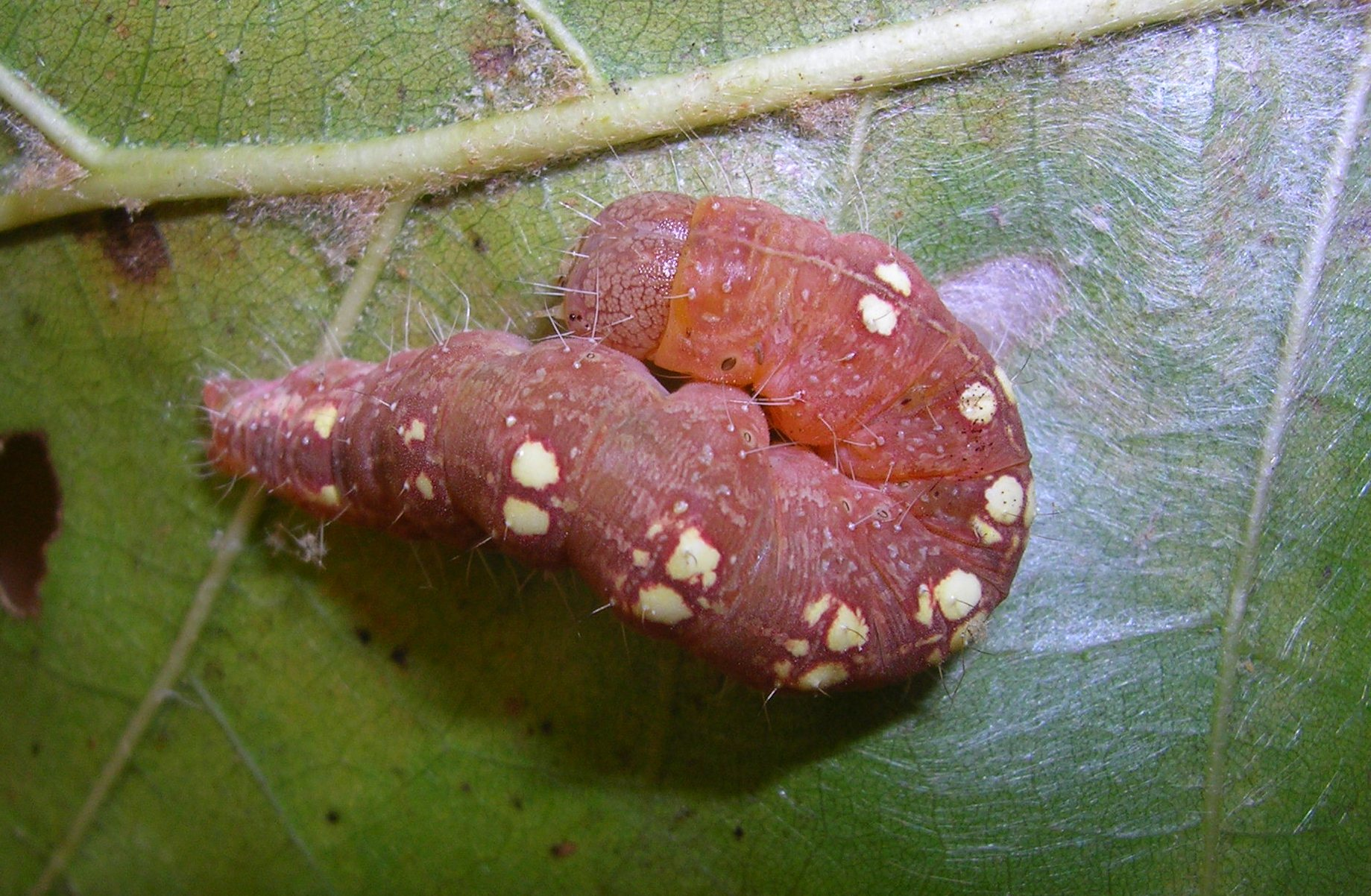
Acronicta increta
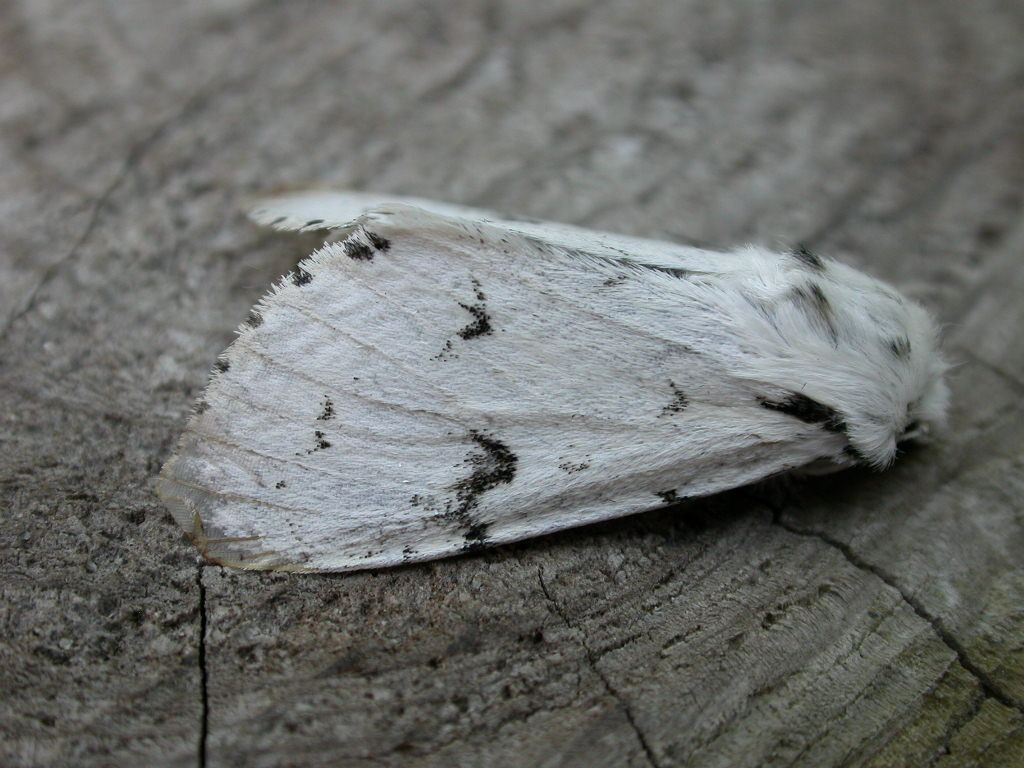
Acronicta leporina Schaapje
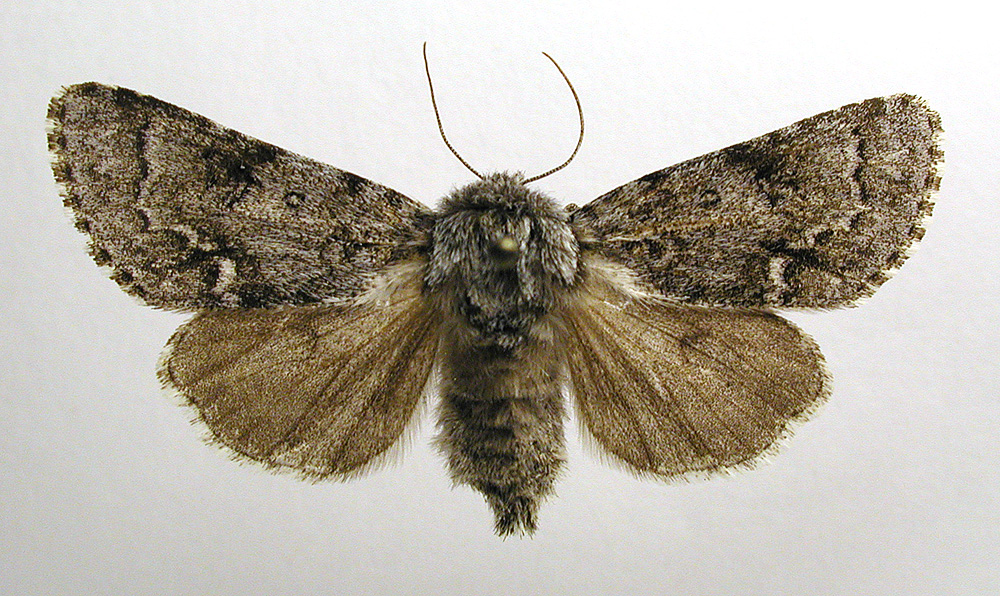
Acronicta menyanthidis Veenheide-uil
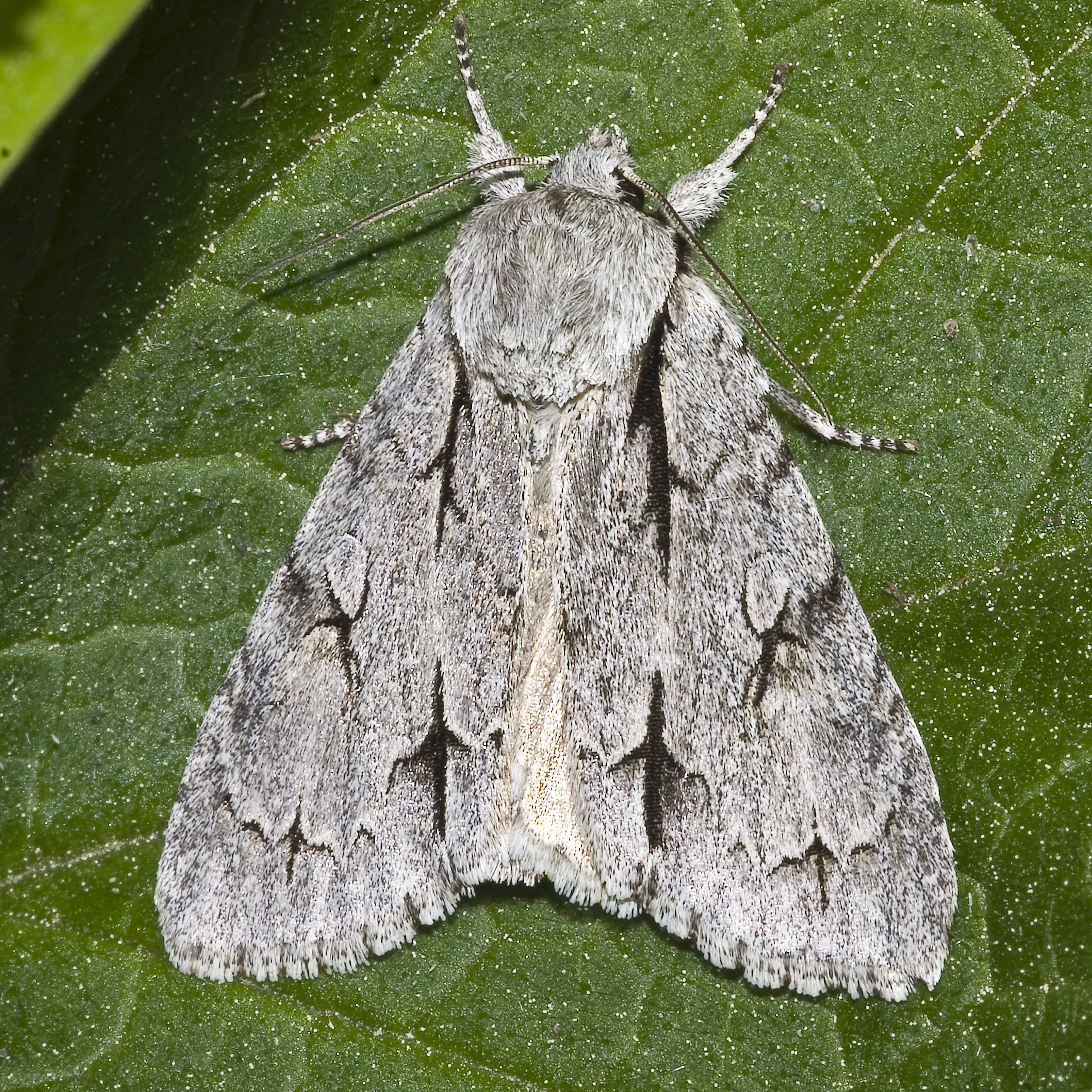
Acronicta psi psi-uil
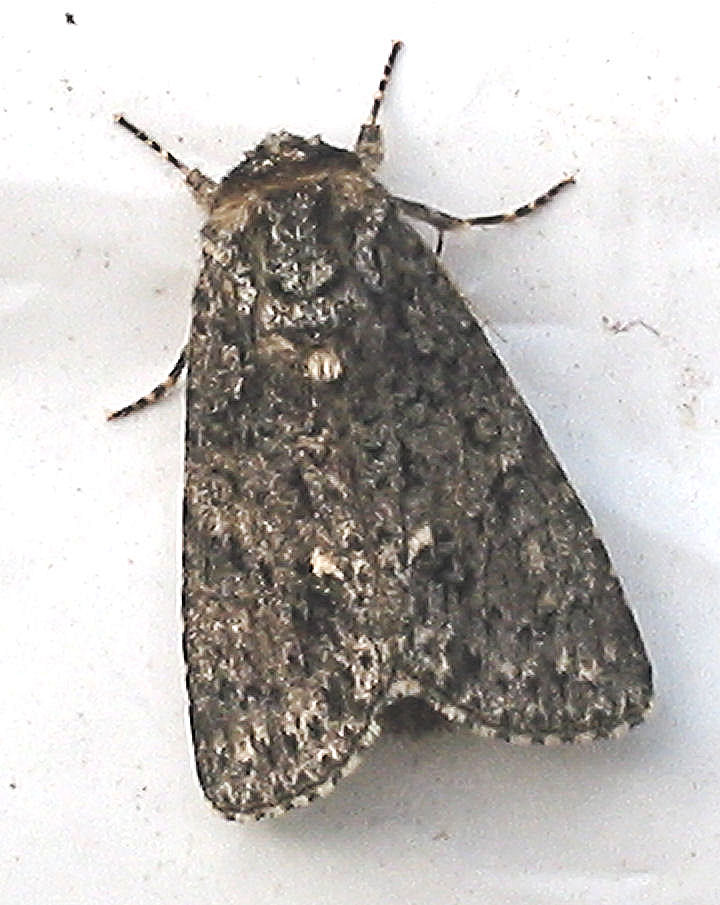
Acronicta rumicis Zuringuil
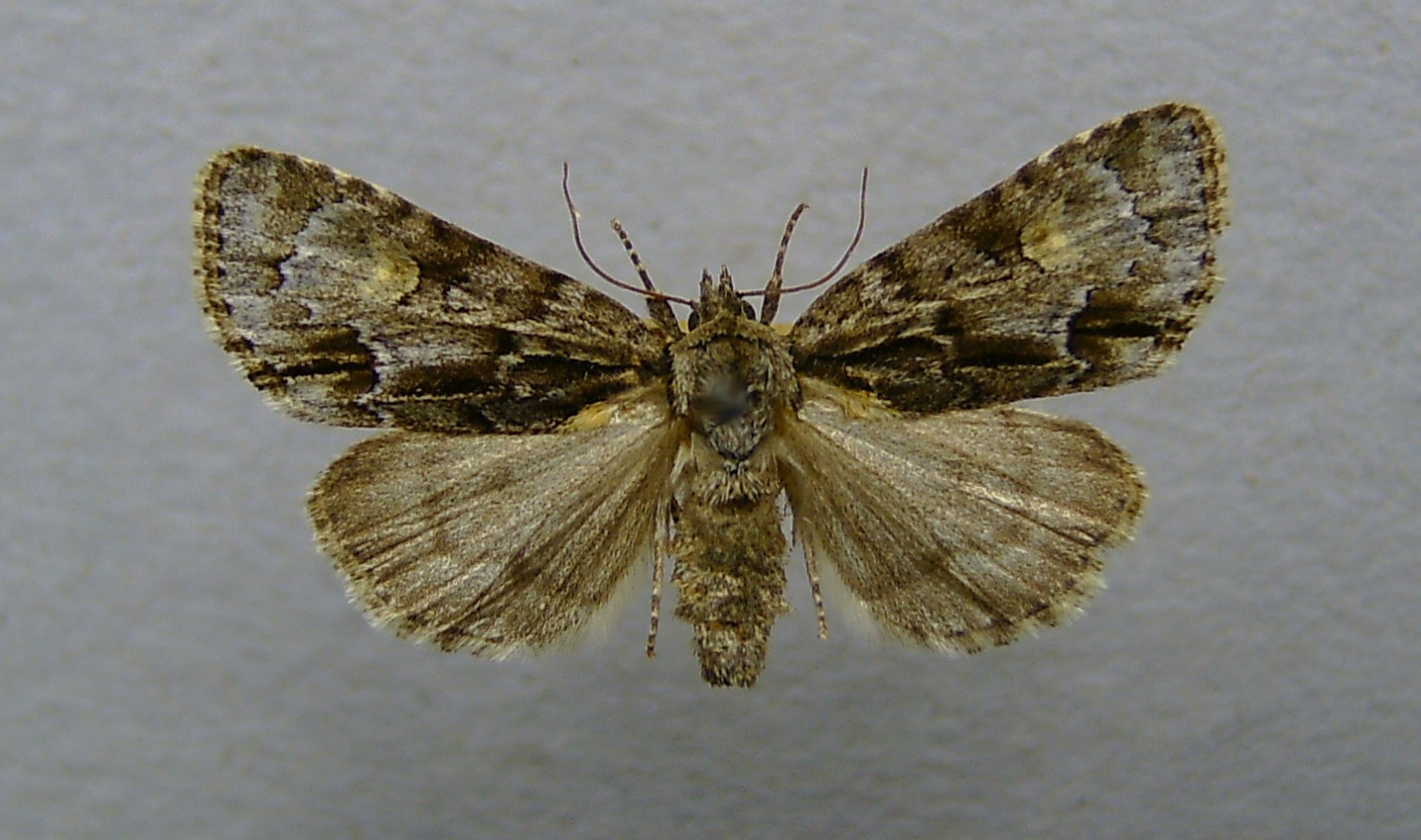
Acronicta strigosa Moerasbos-uil
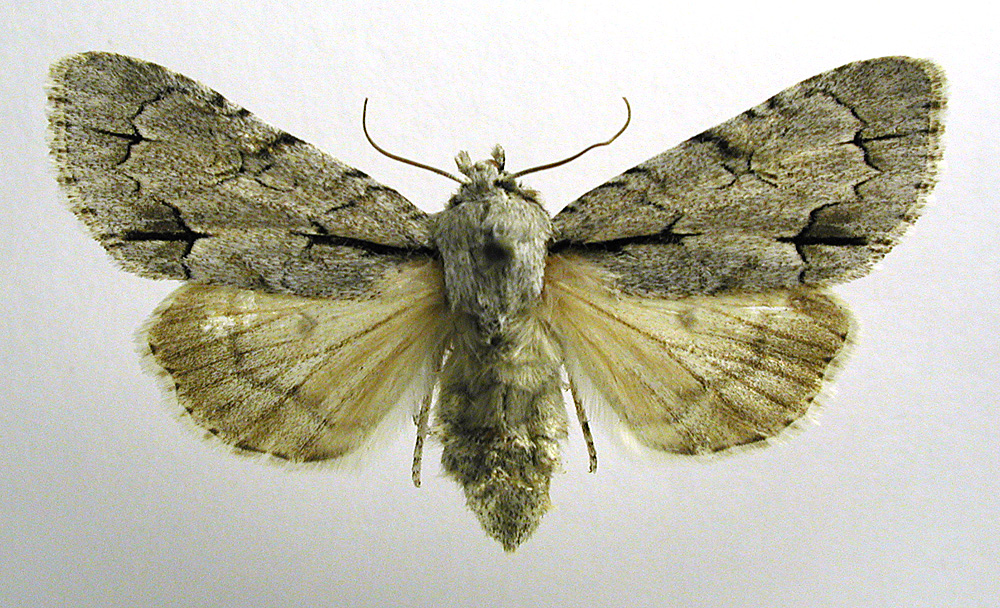
Acronicta tridens Drietand